# غزلة
الغُزلة هي آلة موسيقية مقوسة أحادية الوتر تُستخدم تقليديًا في منطقة جبال الألب الدينارية في جنوب شرق أوروبا (في البلقان ). الآلة مصحوبة دائمًا بالغناء: التراث الشعبي الموسيقي، وتحديداً الشعر الملحمي. يمسك عازف الغُزلة الآلة عموديًا بين ركبتيه، مع وضع أصابع يده اليسرى على الأوتار. لا يُضغط على الأوتار على الرقبة البتة، ما يعطي صوتًا متناغمًا وفريدًا.
أدرج الغناء بمصاحبة الغزلة جزءًا من التراث الثقافي غير المادي لصربيا في عام 2018 في القائمة التمثيلية للتراث الثقافي غير المادي للبشرية لليونسكو.